# Rag Tale
Rag Tale ist eine britisch-luxemburgische Filmkomödie aus dem Jahr 2005. Regie führte Mary McGuckian, die auch das Drehbuch schrieb und den Film mitproduzierte.

## Handlung
Der für das Londoner Unternehmen Global Media Inc. tätige Verleger Eddy Taylor fühlt sich durch die Wahlen in den USA gelangweilt und sucht eine neue Geschichte für seine Zeitung. Er startet eine Kampagne mit dem Ziel, den Buckingham Palace abzureißen (Bulldoze Buck Palace). Die einzige Person, die Widerstand gegen die Anregung leistet, ist die in den Vereinigten Staaten geborene Redakteurin Mary Josephine Morton, die Ehefrau des Unternehmenschefs Richard Morton, die überzeugte Monarchistin ist.
Taylor wird von Richard Morton angewiesen, der Monarchie wohlgesinnte Beiträge zu veröffentlichen, er setzt jedoch seine Kampagne fort. Um seine Stelle zu retten, entwickelt er einen Plan, nach dem sein Chef und dessen Ehefrau in eine Drogenaffäre verwickelt werden sollen.

## Kritiken
Ray Bennett kritisierte in der Zeitschrift The Hollywood Reporter vom 15. August 2005 den Stil und schrieb, es sei schwer, sich ein Publikum vorzustellen, das bis zum Ende auf den Sitzen bleiben würde. Der Film sei ein „entsetzlicher Fehlschlag“ und er „greife die Augen an“.
Derek Elley lobte in der Zeitschrift Variety vom 22. August 2005 die „schicke“ Besetzung mit Rupert Graves, Jennifer Jason Leigh und Malcolm McDowell sowie die Handlung. Die Kameraarbeit und der Schnitt würden die starken Seiten der „Satire auf die britische Medienwelt“ „torpedieren“.

## Hintergründe
Der Film wurde in London und in Luxemburg gedreht. Er hatte seine Weltpremiere am 13. Mai 2005 auf dem Cannes Film Market. Am 12. August 2005 wurde er auf dem Internationalen Filmfestival von Locarno vorgeführt, am 21. August 2005 – auf dem Edinburgh Film Festival. Die breite Veröffentlichung in den britischen Kinos begann am 7. Oktober 2005.